# 浮浪雲
『浮浪雲』（はぐれぐも）は、ジョージ秋山による日本の漫画。

## 概要
少年漫画が中心だった作者にとって、初めて青年漫画誌に発表した作品である。『ビッグコミックオリジナル』（小学館）にて、1973年から2017年9月20日発売の同年19号まで長期連載された。同誌において『あぶさん』（水島新司。2014年終了）、『三丁目の夕日』（西岸良平）、『釣りバカ日誌』（やまさき十三/北見けんいち）と並ぶ長寿作品の一つであった。第24回（昭和53年度）小学館漫画賞受賞。1978年と1990年の2回にわたりテレビドラマ化され、1982年には劇場アニメ映画として公開された。2016年1月時点でコミックス累計発行部数は750万部を突破している。

## あらすじ
幕末時代の江戸・東海道の宿場町『品川宿』で問屋を営む「夢屋」の主人・雲（くも）は妻・かめ、11歳の長男・新之助（しんのすけ）、8歳の長女・お花（おはな）の4人暮らし。雲は仕事そっちのけでいつも遊んでばかりで、無類の酒好き女好きである。動乱の世ではあるが、ささやかな庶民の家族や人間模様をコミカルかつシリアスに描いている。
また、勝海舟、沖田総司、近藤勇、土方歳三、清水次郎長、森の石松、坂本龍馬、楠本イネなど歴史上実在する人物も多数登場する。

## 登場人物
雲（くも）
主人公。元々は武士であったが、現在は品川宿の問屋「夢屋」の頭（かしら・現代で言う代表取締役社長）である。仕事は二の次で、作中では仕事をしている描写はほとんどないが、番頭の欲次郎が病気で寝込んだ際、誰も仕事をする者がいないため、その際には渋々仕事をしている。何を言われても暖簾に腕押しであり、女を見れば老若美醜にお構いなく「おねえちゃん、あちきと遊ばない?」と決め台詞をやることで有名。また、女だけでなく陰間とも関係を持った事があり、それが原因で騒動となり、この時は雲も逃げ回っている。見かけは髷をきちんと結わず、前に結って、女物の着物を身に着けたいわゆる遊び人の風体をしている。
風習や物事に一切囚われず飄々としているが、実は柔軟かつ強靭な精神力を持つ。また、老若男女を問わず、非常に人を惹きつける魅力を持ち、有事の際には「雲が一声掛ければ、東海道中の雲助が集まる」と噂されている。また、どのような形で知り合ったのかは不明だが、徳川慶喜に対して、寝転がりながらくだけた口調で話し、慶喜もそれを許すなどの交友関係を持っている。芹沢鴨との交流もあり「一緒に日本を変えないか?」という持ちかけに「あちきは浮浪雲なんでね、日本を変えようなんて気はありませんよ」と笑顔で返し、芹沢を黙らせた。
同時に居合い斬りの達人であり、滅多にその力を見せないものの、たまに両刃の仕込み杖を使った剣術を見せることがある。その実力は底が知れず中村半次郎（のちの桐野利秋）や沖田総司等をも負かしている。
空に浮かぶ雲のような掴みどころのない人物ではあるが、たまに夢屋へ様子を見にやってくる自分の母親には、強制的に身だしなみを整えさせられたり、その生活態度を厳しく注意されたりしているため、唯一苦手としている。
かめ
雲の妻。美人ではないが、明るい性格で思い遣りがあり、家族や夢屋の雲助達から好かれている。因みにモデルは作者の妻であるとのこと。
新之助（しんのすけ）
雲の息子。11歳。性格は雲とは正反対で真面目で子供とは思えないほどしっかり者であるが、世の不条理に惑わされ悩みやすい一面もある。父の飄々とした生き様には困惑しつつ苦言を呈する事も多いが、心の底では深く敬愛している。
お花（おはな）
雲の娘。8歳。お転婆だが新之助と同様真面目な性格。父である雲が大好きで、新之助とは異なり、積極的にスキンシップを行っている。
雲の母
雲の実母で名前は不明。武家の女性らしく身だしなみや生活態度に厳しく、雲が夢屋の頭をしている事を快く思っていない。時折雲の様子を見に夢屋にやってくるが、来るたびに厳しい態度で接してくるため、雲やかめは苦手としているが、新之助とは性格が合うのか、孫として可愛がり、新之助も祖母として慕っている。
欲次郎
夢屋の番頭。夢屋と雲の一家、雲助達をこよなく愛している。全く仕事をしない雲をアテに出来ず、事実上1人で大所帯の夢屋を切り盛りしている。雲助達に口喧しく説教するも親心を持って接するため「とっつぁん」と呼ばれ親しまれている。
渋沢先生
博学多才な楽隠居。雲の豊かで奥深い人間性を、親愛を籠めて誰よりも高く評価している一番のシンパであり、かめや新之助らの良き相談相手でもある。だが、その一方で、雲と共に極悪人を表情ひとつ変えずに始末したことがあるなど、その過去には謎が多い。
青田先生
新之助が通う塾の先生。若く熱血であり、時にうわべだけで物事を判断しがちである。そんな時には渋沢先生に穏やかに窘められたり、雲の行動に真実を気づかされて世の中を理解していく。

## 書誌情報
- ジョージ秋山 『浮浪雲』 小学館〈ビッグコミックス〉、全112巻
  1. 「遊の巻」1975年6月6日発売、ISBN 4-09-180051-3
  2. 「迷の巻」1975年7月9日発売、ISBN 4-09-180052-1
  3. 「道の巻」1975年8月7日発売、ISBN 4-09-180053-X
  4. 「進の巻」1976年1月28日発売、ISBN 4-09-180054-8
  5. 「達の巻」1976年2月27日発売、ISBN 4-09-180055-6
  6. 「遠の巻」1976年7月30日発売、ISBN 4-09-180056-4
  7. 「巡の巻」1976年12月23日発売、ISBN 4-09-180057-2
  8. 「遇の巻」1977年5月31日発売、ISBN 4-09-180058-0
  9. 「逍の巻」1978年1月31日発売、ISBN 4-09-180059-9
  10. 「遭の巻」1978年6月29日発売、ISBN 4-09-180060-2
  11. 「連の巻」1978年12月21日発売、ISBN 4-09-180181-1
  12. 「透の巻」1979年6月30日発売、ISBN 4-09-180182-X
  13. 「通の巻」1979年7月28日発売、ISBN 4-09-180183-8
  14. 「迅の巻」1980年3月29日発売、ISBN 4-09-180184-6
  15. 「適の巻」1980年4月25日発売、ISBN 4-09-180185-4
  16. 「遥の巻」1980年10月29日発売、ISBN 4-09-180186-2
  17. 「速の巻」1981年3月28日発売、ISBN 4-09-180187-0
  18. 「還の巻」1981年4月28日発売、ISBN 4-09-180188-9
  19. 「逢の巻」1982年1月28日発売、ISBN 4-09-180189-7
  20. 「運の巻」1982年2月26日発売、ISBN 4-09-180190-0
  21. 「途の巻」1982年9月28日発売、ISBN 4-09-180521-3
  22. 「送の巻」1982年10月28日発売、ISBN 4-09-180522-1
  23. 「追の巻」1983年9月30日発売、ISBN 4-09-180523-X
  24. 「迎の巻」1983年10月29日発売、ISBN 4-09-180524-8
  25. 「造の巻」1983年11月30日発売、ISBN 4-09-180525-6
  26. 「逃の巻」1984年8月30日発売、ISBN 4-09-180526-4
  27. 「辺の巻」1984年9月29日発売、ISBN 4-09-180527-2
  28. 「遼の巻」1985年2月28日発売、ISBN 4-09-180528-0
  29. 「迂の巻」1985年6月29日発売、ISBN 4-09-180529-9
  30. 「迫の巻」1986年1月30日発売、ISBN 4-09-180530-2
  31. 「逸の巻」1986年6月30日発売、ISBN 4-09-181121-3
  32. 「述の巻」1986年9月30日発売、ISBN 4-09-181122-1
  33. 「逅の巻」1986年11月29日発売、ISBN 4-09-181123-X
  34. 「遍の巻」1987年3月30日発売、ISBN 4-09-181124-8
  35. 「遵の巻」1987年4月30日発売、ISBN 4-09-181125-6
  36. 「遁の巻」1987年7月30日発売、ISBN 4-09-181126-4
  37. 「遷の巻」1987年12月17日発売、ISBN 4-09-181127-2
  38. 「逾の巻」1988年6月30日発売、ISBN 4-09-181128-0
  39. 「辿の巻」1989年2月28日発売、ISBN 4-09-181129-9
  40. 「迪の巻」1989年6月30日発売、ISBN 4-09-181130-2
  41. 「迴の巻」1989年9月30日発売、ISBN 4-09-182101-4
  42. 「遺の巻」1990年1月30日発売、ISBN 4-09-182102-2
  43. 「過の巻」1990年5月30日発売、ISBN 4-09-182103-0
  44. 「邂の巻」1990年9月29日発売、ISBN 4-09-182104-9
  45. 「邁の巻」1990年12月19日発売、ISBN 4-09-182105-7
  46. 「逞の巻」1991年6月29日発売、ISBN 4-09-182106-5
  47. 「逑の巻」1992年2月29日発売、ISBN 4-09-182107-3
  48. 「逓の巻」1992年8月29日発売、ISBN 4-09-182108-1
  49. 「遂の巻」1993年2月27日発売、ISBN 4-09-182109-X
  50. 「迨の巻」1993年7月30日発売、ISBN 4-09-182110-3
  51. 「邐の巻」1994年1月29日発売、ISBN 4-09-183341-1
  52. 「运の巻」1994年6月30日発売、ISBN 4-09-183342-X
  53. 「邀の巻」1995年3月30日発売、ISBN 4-09-183343-8
  54. 「遡の巻」1995年10月30日発売、ISBN 4-09-183344-6
  55. 「近の巻」1996年5月30日発売、ISBN 4-09-183345-4
  56. 「週の巻」1996年10月30日発売、ISBN 4-09-183346-2
  57. 「辻の巻」1997年5月30日発売、ISBN 4-09-183347-0
  58. 「選の巻」1997年8月30日発売、ISBN 4-09-183348-9
  59. 「込の巻」1997年11月29日発売、ISBN 4-09-183349-7
  60. 「迦の巻」1998年4月30日発売、ISBN 4-09-183350-0
  61. 「迸の巻」1998年9月30日発売、ISBN 4-09-185151-7
  62. 「迣の巻」1999年2月26日発売、ISBN 4-09-185152-5
  63. 「迢の巻」1999年4月27日発売、ISBN 4-09-185153-3
  64. 「辷の巻」1999年10月29日発売、ISBN 4-09-185154-1
  65. 「遖の巻」2000年4月26日発売、ISBN 4-09-185155-X
  66. 「遨の巻」2000年8月30日発売、ISBN 4-09-185156-8
  67. 「遑の巻」2000年12月25日発売、ISBN 4-09-185157-6
  68. 「逶の巻」2001年1月30日発売、ISBN 4-09-185158-4
  69. 「逐の巻」2001年5月30日発売、ISBN 4-09-185159-2
  70. 「邏の巻」2001年10月30日発売、ISBN 4-09-185160-6
  71. 「遬の巻」2002年2月28日発売、ISBN 4-09-186471-6
  72. 「迾の巻」2002年6月29日発売、ISBN 4-09-186472-4
  73. 「逼の巻」2003年1月30日発売、ISBN 4-09-186473-2
  74. 「迮の巻」2003年3月29日発売、ISBN 4-09-186474-0
  75. 「逴の巻」2003年10月30日発売、ISBN 4-09-186475-9
  76. 「卤の巻」2004年3月30日発売、ISBN 4-09-186476-7
  77. 「𨑍の巻」2004年8月30日発売、ISBN 4-09-186477-5
  78. 「遒の巻」2004年12月24日発売、ISBN 4-09-186478-3
  79. 「逮の巻」2005年5月30日発売、ISBN 4-09-186479-1
  80. 2005年8月30日発売、ISBN 4-09-186480-5
  81. 2006年3月30日発売、ISBN 4-09-180236-2
  82. 2006年8月30日発売、ISBN 4-09-180704-6
  83. 2006年12月26日発売、ISBN 4-09-181005-5
  84. 2007年5月30日発売、ISBN 978-4-09-181237-7
  85. 2007年10月30日発売、ISBN 978-4-09-181520-0
  86. 2008年4月26日発売、ISBN 978-4-09-181879-9
  87. 2008年9月30日発売、ISBN 978-4-09-182158-4
  88. 2009年1月30日発売、ISBN 978-4-09-182356-4
  89. 2009年5月29日発売、ISBN 978-4-09-182496-7
  90. 2009年11月30日発売、ISBN 978-4-09-182777-7
  91. 2010年4月28日発売、ISBN 978-4-09-183154-5
  92. 2010年10月29日発売、ISBN 978-4-09-183514-7
  93. 2011年5月30日発売、ISBN 978-4-09-183838-4
  94. 2011年11月30日発売、ISBN 978-4-09-184185-8
  95. 2012年4月27日発売、ISBN 978-4-09-184450-7
  96. 2012年10月30日発売、ISBN 978-4-09-184763-8
  97. 2013年1月30日発売、ISBN 978-4-09-184870-3
  98. 2013年3月29日発売、ISBN 978-4-09-185050-8
  99. 2013年6月28日発売、ISBN 978-4-09-185270-0
  100. 2013年9月30日発売、ISBN 978-4-09-185428-5
  101. 2013年11月29日発売、ISBN 978-4-09-185679-1
  102. 2014年3月28日発売、ISBN 978-4-09-186053-8
  103. 2014年6月30日発売、ISBN 978-4-09-186240-2
  104. 2014年11月28日発売、ISBN 978-4-09-186379-9
  105. 2015年3月30日発売、ISBN 978-4-09-186822-0
  106. 2015年11月30日発売、ISBN 978-4-09-187347-7
  107. 2016年4月28日発売、ISBN 978-4-09-187604-1
  108. 2016年9月30日発売、ISBN 978-4-09-187795-6
  109. 2017年2月28日発売、ISBN 978-4-09-189385-7
  110. 2017年5月30日発売、ISBN 978-4-09-189518-9
  111. 2017年9月29日発売、ISBN 978-4-09-189654-4
  112. 2018年1月30日発売、ISBN 978-4-09-189790-9

## テレビドラマ

### 渡哲也版
1978年4月2日から同年9月10日までテレビ朝日系で放送。製作は石原プロモーション。放送時間は毎週日曜20時 - 20時54分。主人公である雲を渡哲也が、妻かめを桃井かおりが演じた。ただし2人の娘であるお花は登場しない。
幕末が舞台であるにもかかわらず、アコースティックギターでの弾き語りシーンや、かめがピンク・レディーの「ウォンテッド (指名手配)」を口ずさみながら掃除をするシーン、グラタンを食べたり渡自身が鼻歌で石原裕次郎の「夜霧よ今夜も有難う」を歌ったり、宴会のシーンでは平野雅昭の「演歌チャンチャカチャン」を合唱する等の演出が随所に見られた。このこともあり、毎回オープニング前に「このドラマはフィクションであり、時代考証その他かなり大巾にでたらめです。」とのテロップが流れた。最終回には浮浪雲の義兄役として石原裕次郎が出演した。
それまで日本テレビを主なプラットフォームとして『大都会』シリーズなどのテレビ映画製作を続けていた石原プロが初めてテレビ朝日と提携し、テレビスタジオ収録形式によるドラマ製作に進出した作品であり、本作終了の1年後には同じ時間枠にて、同社の代表作となる『西部警察』がスタートした。
1979年に第16回ギャラクシー賞・選奨を受賞。

#### キャスト (渡哲也版)
- 浮浪雲：渡哲也
- かめ女：桃井かおり
- 新之助：伊藤洋一
- 青田師範：柴俊夫
- 春秋親分：山本麟一
- 定八：志賀勝
- 熊：小鹿番
- 寅：佐藤蛾次郎
- 大吉：苅谷俊介
- 北八：片岡五郎
- 文治：岩尾正隆
- 弥七：高月忠
- 三次：壇喧太
- 辰：下之坊正道
- 小吉：佐藤博
- おちょう：岡田可愛
- 妙：泉じゅん
- 福之進：小野寺嗣夫
- 福之進の母：清水まゆみ
- つる：平塚磨紀
- ひさごの親爺：木田三千雄
- おゆき（ひさごの娘）：永島暎子
- ひさごの客：玉川長太
- 下っ引き：森正親
- 鈴木長十郎：大滝秀治
- 欲次郎：谷啓
- 渋沢老人：笠智衆

#### 主題歌 (渡哲也版)
- 「GIVE UP」作詞：阿久悠、作曲：大野克夫、編曲：船山基紀、歌：宮前ユキ

#### スタッフ (渡哲也版)
- 原作：ジョージ秋山
- 制作：石原裕次郎
- 企画：創映社
- プロデューサー：須田雄二（ANB）、小林正彦、石野憲助
- 脚本：倉本聰、金子成人
- 演出：近藤久也（テレビマンユニオン）、河野和平
- 美術：奥津徹男
- 技術：竹上直志
- 照明：青木久一、高羽昇
- 音声：渋谷公輝
- カメラ：熊谷和明
- 音楽：大野克夫
- 選曲：鈴木清司
- 効果：塚田益章、田中稔
- 殺陣：高倉英二
- 刺青：霞涼二
- タイトル画：中村光毅
- プロデューサー補：渡辺拓也、仲川幸夫
- 制作協力：生田スタジオ、東通ビデオセンター
- 製作：テレビ朝日、石原プロモーション

#### 放送リスト (渡哲也版)
| 話数 | 放送日        | 脚本     | 演出                             | ゲスト | 視聴率 |
| ---- | ------------- | -------- | -------------------------------- | --- | ------ |
| 1    | 1978年 4月2日 | 倉本聰   | 近藤久也 （テレビマン ユニオン） | 犬塚弘（青島）、三浦洋一（沖田総司） | 12.0%  |
| 2    | 4月9日        | 倉本聰   | 近藤久也 （テレビマン ユニオン） | 山﨑努（坂本龍馬） | 7.9%   |
| 3    | 4月16日       | 倉本聰   | 近藤久也 （テレビマン ユニオン） | 赤座美代子（お京）、ハナ肇（南次郎左衛門／特別ゲスト） | 8.4%   |
| 4    | 4月23日       | 倉本聰   | 河野和平                         | 五十嵐淳子（久） | 6.1%   |
| 5    | 4月30日       | 倉本聰   | 河野和平                         | あき竹城（熊の嫁）、田中筆子（熊の姑） | 9.8%   |
| 6    | 5月7日        | 倉本聰   | 近藤久也                         | 栗田ひろみ（ちさ）、中村玉緒（滝／特別ゲスト） | 5.9%   |
| 7    | 5月14日       | 倉本聰   | 河野和平                         | 江夏夕子（松村よし）、高橋悦史（松村伊十郎） | 8.4%   |
| 8    | 5月21日       | 倉本聰   | 河野和平                         | 小松方正（羽田屋の主人）、上月左知子（長十郎の妻妙） | 11.7%  |
| 9    | 6月4日        | 倉本聰   | 河野和平                         | 桃井かおり（おりょう／二役）、風吹ジュン（おりょうの友人） | 7.2%   |
| 10   | 6月11日       | 倉本聰   | 河野和平                         | 根岸一正（三公）、小林稔侍（文三）、村野武範（小田作之進） | 7.5%   |
| 11   | 6月18日       | 倉本聰   | 河野和平                         | ウイリー・ドーシー（キンタクンテ）、犬塚弘（青島） 左時枝（長屋の女）、加賀まりこ（お七）                                                                        | 6.2%   |
| 12   | 6月25日       | 倉本聰   | 河野和平                         | 織本順吉（青ひげ） | 6.5%   |
| 13   | 7月2日        | 倉本聰   | 河野和平                         | 北野英二（いつものアナウンサー） | 8.0%   |
| 14   | 7月16日       | 金子成人 | 河野和平                         | 荒井注（田町の長吉）、草薙幸二郎（大平喜左衛門） | 5.5%   |
| 15   | 7月23日       | 倉本聰   | 河野和平                         | フランキー堺（西郷隆盛・勝海舟二役） | 5.9%   |
| 16   | 8月13日       | 倉本聰   | 河野和平                         | 三益愛子（雲の母すが女） | 6.2%   |
| 17   | 8月20日       | 倉本聰   | 河野和平                         | | 7.3%   |
| 18   | 8月27日       | 倉本聰   | 河野和平                         | 桜井センリ（写真屋徳兵衛）、北村総一朗（中岡慎太郎） 汐路章（葬儀店の男）、川谷拓三（岡田以蔵）                                                                  | 10.7%  |
| 19   | 9月3日        | 倉本聰   | 河野和平                         | 武藤章生（喜八）、曽根晴美（牛寅） | 7.6%   |
| 20   | 9月10日       | 倉本聰   | 河野和平                         | 南田洋子（岩吉の妻しづ）、浜田寅彦（大黒屋十兵衛） 町田祥子（十兵衛の妻）、綾川香（三吉）、大森不二香（十兵衛の娘きよ） 石原裕次郎（は組の頭岩吉（かめ女の兄）） | 10.5%  |

#### DVD (渡哲也版)
2012年8月15日、ポニーキャニオンからDVD-BOXが発売された。

### ビートたけし版
1990年10月11日から1991年3月28日まで、TBS系で半年間放送。キャッチコピーは『ニューウェーブ時代劇』。主人公である雲をビートたけしが、妻かめを大原麗子がそれぞれ演じる実写ドラマとなり、話題となった。たけしにとっては時代劇初主演であった。神奈川県横浜市青葉区（放送当時は緑区）にある緑山スタジオのオープンセットに、約2億円かけて作られた江戸時代の街並みを再現して撮影が行われた。放送時間は木曜日の22時 - 22時54分。飄々とした独特の存在感をビートたけしが演じた。しかし、話題とは裏腹に視聴率は伸び悩み、たけし自らが出演番組で「ハズレ雲」と自虐的ギャグにしていたほどであった。本放送終了以降、地上波での再放送やソフト化及びオンデマンド配信はされず、ある意味秘蔵な作品だったが、CS放送のTBSチャンネルでは再放送された。

#### キャスト (ビートたけし版)
- 雲：ビートたけし
- かめ：大原麗子
- お松：坂上香織
- お花：安達美加
- 欲次郎：岡本信人
- 青田師範：松村雄基
- 渋沢老人：田村高廣
- 渡辺美奈代
- 地井武男 ほか

#### サブタイトル (ビートたけし版)
1. ニューウェーブ時代劇
2. お情けちょうだい
3. 春画でポン!
4. 真心です。ハイ!
5. 品川マラソンGO!
6. 妻の屈辱
7. 人生、種ナシ梅干
8. 妻の健康診断
9. 極道おんな
10. ダンナ様の隠し子
11. 男と女・夢の続き
12. いゃーな初夢
13. 雪の日の約束
14. 生きるってこと
15. 置去りにされた娘
16. 雪の品川宿・二十人斬り!
17. 雪やど・犯された女
18. 愛されて、捨てられて、私恋愛論
19. うまいワイロの渡し方
20. 男は心・女は顔?
21. 雪に惚れた女
22. 春の風景

#### 主題歌 (ビートたけし版)
- たま「夕暮れ時のさびしさに」作詞・作曲：知久寿焼、編曲：たま

#### スタッフ (ビートたけし版)
- 原作：ジョージ秋山
- 制作：桂邦彦
- 脚本：宮川一郎、吉本昌弘
- 音楽：ボブ佐久間
- 技術：梅津義文
- カメラ：近江正彦
- 照明：梅田賢二
- 調整：山本豊
- 音声：山田紀夫、柳沢任広
- 音響効果：杉田毅
- 選曲：山内直樹
- 編集：佐藤敦成
- 美術デスク→美術プロデューサー：石本富雄
- 美術制作：島田孝之
- デザイン：竹内誠二
- 装飾：川田進、辻和彦
- 化粧：森崎須磨子
- 衣裳：檜谷芳夫(芳男)
- 床山：水口誠也、坂本静春
- 記録：石田真理、堀恵麻
- 制作補：桐ヶ谷嘉久
- 演出補：橋本孝、井上順次
- 雲の衣裳デザイン：辻村ジュサブロー
- 殺陣：國井正廣
- 協力：高橋レーシング、緑山スタジオシティ、東通、アックス
- プロデューサー：近藤邦勝、三角英一
- 演出：鴨下信一、山泉脩、橋本孝 ほか
- 製作著作：TBS[※ 1]

### 佐々木蔵之介版
2026年に佐々木蔵之介の主演によるテレビドラマが、NHK BS、NHK BSプレミアム4K『BS時代劇』枠にて放送予定。

#### キャスト (佐々木蔵之介版)
- 浮浪雲：佐々木蔵之介
- かめ：倉科カナ
- 欲次郎：イッセー尾形
- ：川原瑛都
- ：渡部豪太
- ：中越典子
- ：六平直政
- ：佐戸井けん太
- ：前野朋哉
- ：入山法子

## 劇場アニメ
上記の渡哲也主演ドラマ版の好評を受け、1982年に東映動画が制作した劇場用アニメ作品。同年4月24日に公開された。同時上映は『戦国魔神ゴーショーグン』。

### 声の出演
- 浮浪雲：山城新伍
- お亀：熊谷真実
- 新之助：加瀬悦孝
- お花：白石冬美
- 渋沢先生：八奈見乗児
- 欲次郎：雨森雅司
- 定八：田中康郎
- 留：矢田耕司
- 六：岸野一彦
- 安吾：つかせのりこ
- おきよ：川島千代子
- 芸者：中谷ゆみ
- お琴：中野聖子
- 刺客：佐藤正治、戸谷公次
- 町人：龍田直樹
- 悪童：松岡洋子
- 竜太郎：間嶋里美
- 坂本龍馬：井上真樹夫
- 一文字兵庫：古谷徹

### 主題歌
- 「いとしのファニー」「夢色ララバイ」作詞：竜真知子、作曲：越部信義、歌：吉田日出子

### スタッフ
- 原作：ジョージ秋山[12]
- 製作：今田智憲
- 企画：有賀健、田宮武
- 画面構成：川尻善昭[12]
- 絵コンテ：真崎守、川尻善昭
- 作画監督：冨沢和雄[12]
- 美術監督：石川山子
- 撮影監督：石川欽一
- 脚本：大和屋竺 [12]
- 音楽：横山菁児 [12]
- 設定：丸山正雄[12]
- 製作協力：マッドハウス[12]
- 監督：真崎守[12]

### テレビ放送
- 1984年1月5日（木曜）、テレビ朝日系列の20時 - 21時48分で『新春特別ロードショー』として放送された[13]。

## その他
- 1977年、花園大学の試験問題に使われる。
- 1978年、公共広告機構（現在のACジャパン）の教育問題キャンペーン「げんこつおやじ、賛成です」の新聞・雑誌広告で頭にげんこつを喰らって泣く新之助が描かれている。
- 1978年、国鉄の夏休み向けのCMにて渡哲也版ドラマの新之助が起用された。
- 1990年版ドラマの放送当日の開始1時間前にフジテレビ『とんねるずのみなさんのおかげです』（第2期1回目の放送）にて大原麗子本人も出演したパロディコントが放送された。
- 2006年2月には奥村遊機からパチンコ台「CR浮浪雲」が登場している。
- 2011年11月に、パチスロ台「浮浪雲」が北電子より発売された。
- かつて雲海酒造のCMに浮浪雲が起用されていた。
- 2010年に夢コーポレーションのパチンコチェーン「夢屋」のCMに使用されている。

## 関連文献
- 「あちきの浮浪雲」小沢一郎・選 小沢一郎 ／ジョージ秋山 2008/06 小学館